# Chromonephthea rubra
Chromonephthea rubra är en korallart som först beskrevs av Kükenthal 1910.  Chromonephthea rubra ingår i släktet Chromonephthea och familjen Nephtheidae. Inga underarter finns listade i Catalogue of Life.